# Annéville-la-Prairie
Annéville-la-Prairie is een gemeente in het Franse departement Haute-Marne (regio Grand Est) en telt 68 inwoners (2009). De plaats maakt deel uit van het arrondissement Chaumont.

## Geografie
De oppervlakte van Annéville-la-Prairie bedraagt 5,3 km², de bevolkingsdichtheid is dus 12,8 inwoners per km².
De onderstaande kaart toont de ligging van Annéville-la-Prairie met de belangrijkste infrastructuur en aangrenzende gemeenten.

## Demografie
Onderstaande figuur toont het verloop van het inwonertal (bron: INSEE-tellingen).